# Viridis Visconti
Viridis Visconti (1350? – 1. března 1414, Milán) byla rakouská, štýrská, kraňská a korutanská vévodkyně, tyrolská hraběnka, manželka vévody Leopolda III. z rodu Habsburků, dcera milánského vévody Bernaba Viscontiho.

## Život v Rakousku

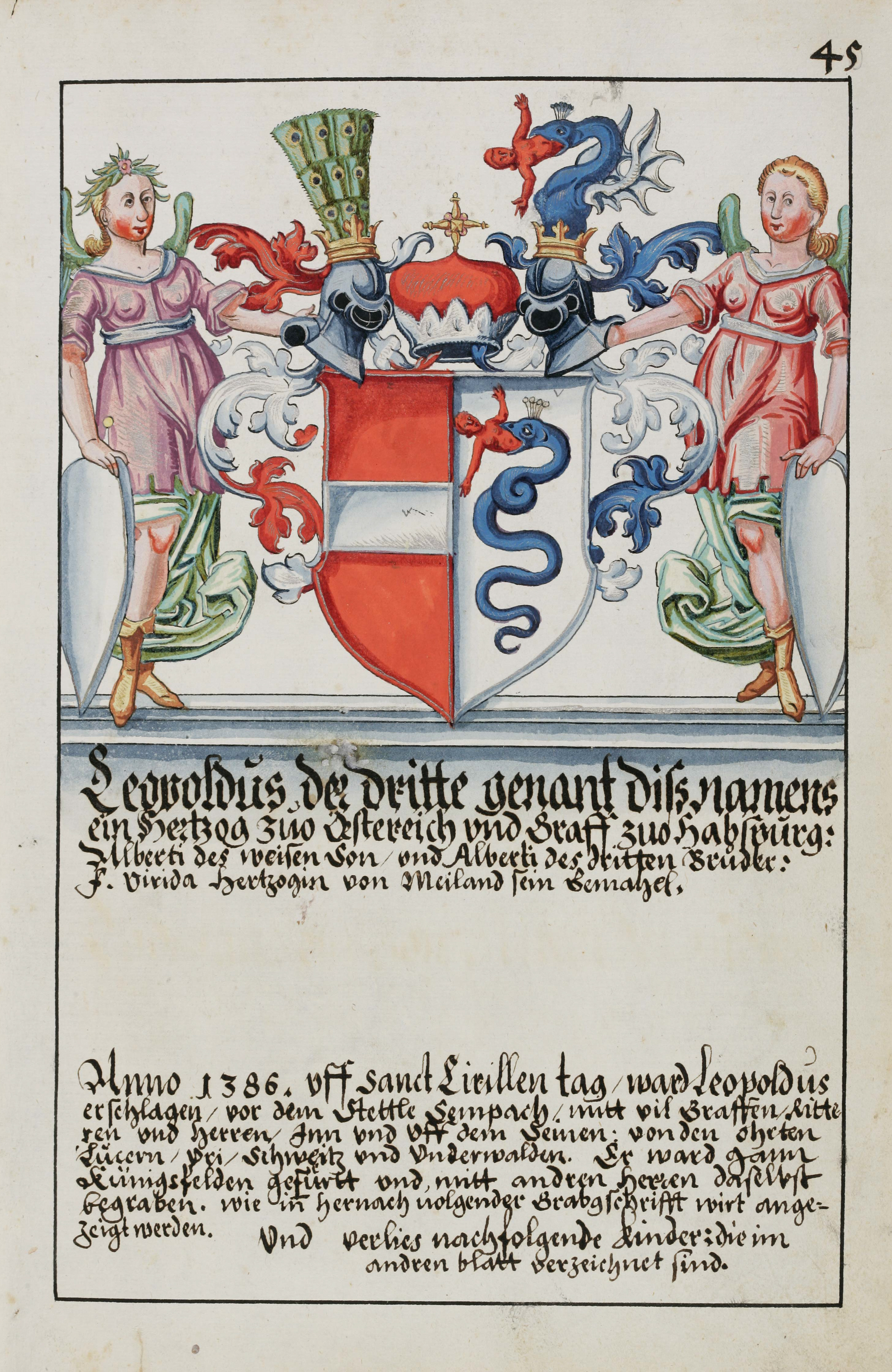
Spojený znak Viridis a Leopolda

V roce 1365 byla Viridis provdaná za stejně starého štýrského vévodu Leopolda. Svatbu zařizoval ženichův nejstarší bratr Rudolf IV. Hrála významnou úlohu v jeho mocenských ambicích a politických machinacích. Z téměř dvacetiletého manželství se narodilo sedm dětí. Leopold, zakladatel leopoldské linie habsburské dynastie, zemřel v bitvě u Sempachu roku 1386. Viridis jej přežila o mnoho let a byla pohřbena v kraňském cisterciáckém klášteře Stična, jehož byla dobrodějkou. Společně s manželem je zobrazena v pokorné pozici donátorů na zadní straně otevíracího oltáře z hradu Tirol, jenž je v současnosti v mobiliáři zemského muzea v Innsbrucku. Anovelo da Imbonate pro ni sepsal Tacuinum sanitatis (BNF, nuov. Acq. 1673).